# اخفش اوسط
ابوالحسن، سعید بن مَسعَده دارِمی شهرت‌یافته به اخفش اوسط (؟ -۸۳۰م) زبان‌شناس و نویسندهٔ عراقی ایرانی‌الاصل در سدهٔ دوم هجری در بصره بود.